# In Aschaffenburg – Die wiedergefundene Tournee 1992
In Aschaffenburg – Die wiedergefundene Tournee 1992 ist das 20. Livealbum des deutschen Liedermachers Reinhard Mey, das im November 2024 erschien.

## Entstehung
Am 20. Oktober 1992 fand in der Stadthalle Aschaffenburg das 33. Konzert der 60 Konzerte umfassenden Alles geht!-Tournee statt. Die Aufzeichnung davon galt lange Zeit als verschollen, bis Mey sie Anfang 2024 zwischen Hörspielkassetten wiederfand. Chronologisch wäre es das 10. Livealbum.

## Inhalt
Zum ersten Mal eröffnet Mey ein Konzert mit Über den Wolken. Im Mittelpunkt des Abends stehen die Lieder des Albums Alles geht!, das am 1. März 1992 veröffentlicht worden war. Die Lieder wie Du bist eine Riese, Max!, Dunkler Rum, Grenze und Ich liebe das Ende der Saison erklingen in der solistischen Version im Kontrast zu den instrumentierten Studioaufnahmen. Anstelle des neuen Liedes Elternabend singt er das ältere Zeugnistag. Weitere ältere Lieder sind unter anderem Nein, meine Söhne geb’ ich nicht, Bei Hempels unterm Bett und Der Wind weht alle Zeit über das Land. Mit Il neige au fond de mon âme bringt er die französische Version von Es schneit in meinen Gedanken. Der Rundfunkwerbung-Blues war bisher nur als Single veröffentlicht. Vor der Pause singt er Das Etikett, das als Album-Single veröffentlicht wurde und die Probleme mit Etiketten, die an ungünstigen Stellen aufgeklebt und nicht entfernbar sind, behandelt. Den zweiten Teil beginnt er mit Kaspar, dem er das neue 3. Oktober ’91 folgen lässt – beide beschäftigen sich mit mangelnder Zivilcourage. Als letzte Zugabe singt Mey Gute Nacht, Freunde.
Mey verbindet die Lieder mit ausführlichen Anekdoten und Ansagen, die bei der Aufnahme jeweils am Ende des vorangegangenen platziert sind, damit die Lieder gegebenenfalls direkt angewählt werden können.

## Produktion
Manfred Leuchter war für die Tontechnik und die digitale Aufnahme sowie die Nachbearbeitung verantwortlich. Die Tontechnik übernahm Dieter Cramer, Jörg Surrey die Digitalisierung zusammen mit Sali Aydin. Peter Graumann leitete die Tournee.
Das Begleitheft gestaltete Robert Schurtzmann von polypixel.de, die Fotos stammen von Hella Mey, Gabo, Foto Zore und privat, die unter anderem seinen zehnjährigen Sohn Max zeigen. Das doppelseitige Foto in der Heftmitte zeigt die beiden Kassetten mit je 100 Minuten Laufzeit auf einem Mischpult liegend.

## Titelliste
CD 1:
1. Über den Wolken – 6:40
2. Bei Hempels unterm Bett – 4:43
3. Das Sauwetterlied – 7:57
4. Dunkler Rum – 5:50
5. Zeugnistag – 8:03
6. Du bist ein Riese, Max! – 4:11
7. Nein, meine Söhne geb’ ich nicht – 6:31
8. Grenze – 4:12
9. 50! Was, jetzt schon? – 5:54
10. Dieter Malinek, Ulla und ich – 5:50
11. Das Etikett – 5:43

CD 2:
1. Kaspar – 6:39
2. 3. Oktober ’91 – 4:31
3. Il neige au fond de mon âme – 4:08
4. M(e)y English Song – 5:10
5. Von Kammerjägern, Klarsichthüllen, von dir und von mir – 3:25
6. Ich liebe dich – 6:44
7. Rundfunkwerbung-Blues – 6:47
8. Die Würde des Schweins ist unantastbar – 5:14
9. Der Bär, der ein Bär bleiben wollte – 10:49
10. Peter – 9:31
11. Ich liebe das Ende der Saison – 5:43
12. Ich hab’ meine Rostlaube tiefergelegt – 4:25
13. Und der Wind geht allezeit über das Land – 4:47
14. Gute Nacht, Freunde – 3:28

## Chartplatzierungen
| ChartsChartplatzierungen | Höchstplatzierung | Wochen |
| ------------------------ | ----------------- | ------ |
| Deutschland (GfK)        | 7 (2 Wo.)         | 2      |
| Österreich (Ö3)          | 8 (1 Wo.)         | 1      |
| Schweiz (IFPI)           | 27 (1 Wo.)        | 1      |

## Trivia
Meys Anteil an dieser Veröffentlichung geht vollständig an das „Kinder- & Jugendwerk Die Arche“.